# Флаг Зеленокумска
Флаг муниципального образования города Зеленоку́мска Советского муниципального района Ставропольского края Российской Федерации — опознавательно-правовой знак, служащий официальным символом муниципального образования.
Данный флаг утверждён 4 октября 2007 года и внесён в Государственный геральдический регистр Российской Федерации с присвоением регистрационного номера 3933.
Флаг муниципального образования города Зеленокумска, являющийся одним из его официальных символов, составлен на основе герба муниципального образования города Зеленокумска Ставропольского края по правилам и соответствующим традициям вексиллологии и отражает исторические, культурные, социально-экономические, национальные, а также иные местные традиции.

## Описание
Описание флага муниципального образования города Зеленокумска Ставропольского края гласит:

Флаг представляет собой зелёное полотнище с соотношением сторон 2×3, с белой полосой по диагонали геральдически справа, в 1/2 ширины флага, несущее в себе фигуры герба: золотой колос по диагонали геральдически слева, с красной геральдической лилией посередине и красными геральдическими розами по сторонам на белой полосе.— Положение о флаге
муниципального образования города Зеленокумска Советского муниципального района
.

## Обоснование символики
Флаг разработан на основе герба и воспроизводит фигуры гербовой композиции, отражающие исторические особенности города. Флаг города Зеленокумска является так называемым «гласным» или «говорящим», поскольку его идея отражает идею содержательную, заложенную в самом названии города.

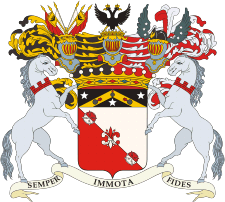
Герб рода графов Воронцовых.

История города Зеленокумска замечательна тем, что на территории современного города в 1788 году по указу императрицы Екатерины II графу А. Р. Воронцову была отмежёвана земля в Георгиевском уезде «ниже села Отказного, по правой стороне реки Кумы». Именно поэтому на флаге города присутствуют фигуры родового герба Воронцовых: геральдическая лилия и две геральдические розы.
Белая диагональная полоса и зелёный цвет полотнища развивают тематику, заложенную в названии города Зеленокумска. Белая диагональная полоса символизирует водный бассейн города, в числе которого и река с именем Кума, присутствующим в сложносоставном слове «Зеленокумск». Зелёный цвет призван символизировать первую часть сложносоставного слова «Зеленокумск». Золотой колос символизирует административно-хозяйственную аграрно-промышленную ориентацию города Зеленокумска.
Жёлтый цвет (золото) олицетворяет Солнце, просвещение, сакральные качества, неподверженность порче, мудрость, стойкость, знатность, честь, превосходство, мужское начало, богатство, совершенство, «воссияние Божие», свет, озарение, гармонию, духовное сокровище, бессмертие, подателя жизни. Белый цвет (серебро) — девственность, женское начало, непорочность, «Очищенные привязанности», чистоту, целомудрие, красноречие.
Красный цвет — цвет великомученичества, активный мужской принцип, цвет солярных божеств, активность, суровость, созидательная сила, энергия жизни, победа, успех, цвет божеств войны. Зелёный цвет означает жизнь, радость, юность, надежду, весну, воспроизведение, природу, рай, изобилие, преуспевание, мир, бессмертие, рост Духа Святого, триумф над смертью, цвет Троицы.

## История
26 июля 2006 года Советом депутатов города Зеленокумска были утверждены решения об установлении герба и флага Зеленокумска, о проектах их эскизов и о проведении публичных слушаний по проектам официальной символики муниципального образования и порядке участия граждан в обсуждении вопросов по принятию герба и флага.
Разработку проекта флага выполнил член геральдической комиссии при губернаторе Ставропольского края, художник-геральдист И. Л. Проститов. Идея использования на флаге элемента родового герба Воронцовых (перевязь с двумя розами и лилией) была предложена секретарём геральдической комиссии при губернаторе Ставропольского края, директором Ставропольского государственного краеведческого музея Н. А. Охонько, оказывавшим консультации по проекту.
8 августа 2006 года во Дворце культуры Зеленокумска состоялись публичные слушания по проектам символики муниципального образования с участием представителей органов местного самоуправления, общественных организаций города и членов геральдической комиссии при губернаторе Ставропольского края — Н. А. Охонько и И. Л. Проститова. Вместе с проектом, представленным геральдической комиссией, участниками слушаний был также рассмотрен разработанный уроженцем Зеленокумска, художником К. А. Головиным «альтернативный проект» флага следующего содержания: «полотнище разделено синей перевязью, символизирующей реку Куму, на белую и жёлтую части. В белом поле зелёный силуэт горы с деревьями по бокам. В жёлтом поле амфора, символизирующая „пласты древних эпох“». Оба проекта не были утверждены.
4 октября 2007 года, в соответствии с решением Совета депутатов Зеленокумска, было принято Положение о флаге муниципального образования. Разработку флага выполнила группа авторов из Ставрополя в составе: Н. А. Охонько (идея), И. Л. Проститов (геральдическое описание и изобразительный эталон флага), И. Кравцов (компьютерный дизайн). После прохождения экспертизы в Геральдическом совете при Президенте Российской Федерации флаг муниципального образования города Зеленокумска был внесён в Государственный геральдический регистр Российской Федерации под номером 3933.